# Coheed and Cambria
Coheed and Cambria é uma banda norte-americana de rock progressivo. A banda tem oito álbuns de estúdio e três DVDs ao vivo. Os álbuns deles são conceptuais e revelam uma história de ficção científica, a qual se chama The Amory Wars.
A Coheed and Cambria tocou no Rock in Rio IV em 2011. A banda lançou seu nono álbum de estúdio em 5 de outubro de 2018.

## Biografia

### Shabütie (1995-2001)
Em março de 1995 o Toxic Parents, banda dos guitarristas Claudio Sanchez e Travis Stever acabou, e eles recrutaram Nate Kelley para tocar bateria em uma nova banda chamada Beautiful Loser, com Jon Carleo no contra baixo. Depois de uma briga sobre dinheiro por gasolina, Stever saiu da banda, e Kelley foi expulso, mas logo voltou a pedido de Sanchez. Sem Stever a banda se tornou um trio, com Sanchez na guitarra e vocal, sendo renomeada para Shabütie, um nome retirado de uma tribo africana do filme The Naked Prey.
Nesta época, a banda passou por diferentes estilos musicais, como o punk rock, indie rock, rock acústico, funk e heavy metal, e escreveram dezenas de músicas. Quando Carleo deixou a banda em agosto de 1996, Kelley recrutou seu amigo Michael Todd, que era guitarrista, mas no Shabütie tocava contrabaixo. Com esta formação a banda lançou seu primeiro disco, chamado "Penelope EP", e Stever voltou a banda para tocar guitarra.
Kelley deixou a banda em 1999 depois de um show onde Sanchez bebeu demais, e a banda lançou o último disco como Shabütie, "Delirium Trigger", que teve algumas músicas que apareceram no primeiro disco do Coheed and Cambria, The Second Stage Turbine Blade. Eles escolheram Josh Eppard para tocar bateria em vez de Kelley e a história de Shabütie acabou.

### Coheed and Cambria (2001-2006)
Algumas músicas que constaram em "Delirium Trigger" faziam parte da história de ficção científica escrita por Sanchez, chamada "The.Bag.On.line.Adventures", mais tarde rebatizada para "The Amory Wars". O grupo adotou os conceitos da história como um tema que unificaria os álbuns da banda. Assim, o nome deles mudou para Coheed and Cambria - os nomes dos protagonistas da história de Sanchez.
Em fevereiro de 2002, lançaram seu primeiro álbum de estúdio, The Second Stage Turbine Blade, pela gravadora independente Equal Vision Records. O álbum teve a influência do grupo de pós-hardcore At the Drive-In, e também do guitarrista do influente grupo de hardcore punk Bad Brains. Além disso, "The Second Stage Turbine Blade" teve o primeiro single e videoclipe, "Devil in Jersey City", e trouxe comparações com a banda canadense de rock progressivo Rush, por causa da voz distinta de Sanchez, das letras de ficção científica, e da música mais complexa que outras bandas da cena pós-hardcore.
Em seguida, após tocarem em shows com as bandas Breaking Pangea e The Used, lançaram em outubro de 2003 o álbum de estúdio In Keeping Secrets of Silent Earth: 3, novamente pela gravadora Equal Vision Records. Com os singles "A Favor House Atlantic" e "Blood Red Summer", e vídeos exibidos na MTV, a banda tocou com os grupos Thursday, Thrice, e AFI. Tocaram também na "Warped Tour", e em vários shows na Europa. O álbum alcançou sucesso comercial, ganhando a certificação "Gold" (ouro) pelo RIAA. A banda aproveitou-se desse êxito para lançar seu primeiro DVD ao vivo, Live At The Starland Ballroom.
Coheed and Cambria assinou um contrato para o lançamento de seu terceiro álbum com a gravadora Columbia Records, filial da Sony/BMG, e uma das quatro maiores gravadoras da indústria fonográfica. Good Apollo, I'm Burning Star IV, Volume One: From Fear Through the Eyes of Madness foi então lançado, em setembro do 2005. Este disco é o seu álbum mais bem sucedido até o presente, vendendo quase 1 milhão de unidades, e atingindo a posição 7 na Billboard 200. Este terceiro disco teve 3 singles com vídeos, "Welcome Home", "The Suffering" e "Ten Speed of God's Blood and Burial", e foi baseado no pós-hardcore, mas com a influência de rock progressivo. Excursionaram pelos Estados Unidos e pela Europa com muitas bandas, incluindo Circa Survive, Dredg, Head Automatica e Avenged Sevenfold. Depois disso, lançaram seu segundo DVD ao vivo, "Live At the Hammerstein Ballroom".

### "No World for Tommorrow" (2006-2010)
Em novembro de 2006, Michael Todd e Josh Eppard deixaram a banda por razões pessoais, e o amigo do grupo, Matt Williams, juntamente com o roadie da banda, Matt Petrak, tocaram em alguns shows. Porém, durante a primavera de 2007, Todd voltou à banda para gravar o próximo álbum, e em junho do mesmo ano eles escolheram Chris Pennie do Dillinger Escape Plan para tocar bateria. Pennie não podia tocar no álbum devido um contrato, então Taylor Hawkins do Foo Fighters gravou como baterista neste álbum.
Em outubro de 2007, Coheed and Cambria lançou Good Apollo, I'm Burning Star IV, Volume Two: No World for Tomorrow, o segundo disco deles pela gravadora Columbia Records. O disco teve os singles "The Running Free" e "Feathers" e ficou em número 6 na Billboard 200.
Recrutaram dois vocalistas e um tecladista para tocar com eles ao vivo, e tocaram com bandas de rock alternativo e heavy metal como Linkin Park e Slipknot. Em outubro de 2008, eles tocaram todos os seus álbum, do início ao fim, durante 4 shows (por cada cidade, um show para cada disco) em Nova York, Chicago, Los Angeles e Londres, em um evento chamado "Neverender". A banda gravou "Neverender" em Nova York, e usaram as filmagens para seu terceiro DVD ao vivo, que foi lançado em março de 2009.

## Influências
Sanchez disse muitas vezes que ele sente inveja da música da época do seu pai, e a banda tem a influência das bandas daquela época, como Led Zeppelin, Pink Floyd, The Police, Queen e Thin Lizzy. Além disso, ele afirmou outras influências ecléticas, incluindo o grupo de pós-hardcore At the Drive-In, e os veteranos do heavy metal Iron Maiden. Muitas pessoas os compararam ao Rush quando eles lançaram "The Second Stage Turbine Blade", mas, de acordo com o Josh Eppard, eles não deram ouvidos as comparações.
Além da música deles, Sanchez disse que "The Amory Wars", a história de ficção científica que é tema das letras do Coheed and Cambria, é semelhante a outra ficção científica, especialmente a trilogia dos filmes Star Wars.

## Gênero
O estilo da banda é descrito como rock progressivo pelo Equal Vision Records e pela revista Spin, mas alguns descrevem a banda como pós-hardcore. Na verdade, eles tem elementos dos dois tipos de música, enquanto outras como "In Keeping Secrets of Silent Earth: 3", "Cuts Marked in the March of Men" e "21:13", músicas muito longas e mais complexas, tem a influência de rock progressivo. Alguns descrevem a banda como new prog, um estilo que mistura elementos de pós-hardcore e rock progressivo.

## Integrantes
Integrantes atuais
- Claudio Sanchez - Vocalista, Guitarrista, Tecladista (1995-ao presente)
- Travis Stever - Guitarrista, Vocalista (1995, 1996-ao presente)
- Josh Eppard - Baterista, Tecladista (2000-2006, 2012 - ao presente)
- Zach Cooper - Baixista (2012 - ao presente)

Integrantes ao vivo
- Wes Styles - Tecladista (2006-ao presente), Baixista (2011-2012)
- Kelly Fauth - Vocalista (2007-ao presente)
- Halina Larsson - Vocalista (2007-ao presente)
- Danny Sadownick - Percussão (2009, aparece no DVD Neverender)
- Matt Petrak - Baterista (2006-2007)
- Matt Williams - Baixista (2006-2007)
- Dave Parker - Tecladista, Guitarrista (2005-2006)

Integrantes antigos
- Jon Carleo - Baixista (1995-1996)
- Nate Kelley - Baterista (1995-2000)
- Mike Todd - Baixista (1996-2006, 2007-2011)
- Chris Pennie - Baterista (2007-2012)

Integrantes do estúdio
- Taylor Hawkins - Baterista, Good Apollo I'm Buring Star IV Volume Two: No World For Tomorrow (2007)
- Rami Jaffe - Tecladista, Good Apollo I'm Burning Star IV Volume Two: No World For Tomorrow (2007)
- Danny Louis - Tecladista, Good Apollo I'm Buring Star IV Volume One: From Fear Through the Eyes of Madness, In Keeping Secrets of Silent Earth: 3 (2003, 2005)
- Uncle Birmy's Dirty Foot Choir com Avalon Peacock, Rachel Havens e Julia Nichols - Vocalistas, In Keeping Secrets of Silent Earth: 3 (2003)

## Discografia
| Data                    | Título                                                                              |
| ----------------------- | ----------------------------------------------------------------------------------- |
| 5 de fevereiro de 2002  | The Second Stage Turbine Blade                                                      |
| 7 de outubro de 2003    | In Keeping Secrets of Silent Earth: 3                                               |
| 20 de setembro de 2005  | Good Apollo, I'm Burning Star IV, Volume One: From Fear Through the Eyes of Madness |
| 20 de outubro de 2007   | Good Apollo, I'm Burning Star IV, Volume Two: No World for Tomorrow                 |
| 13 de abril de 2010     | Year of the Black Rainbow                                                           |
| 09 de outubro de 2012   | The Afterman: Ascension                                                             |
| 05 de fevereiro de 2013 | The Afterman: Descension                                                            |
| 16 de outubro de 2015   | The Color Before the Sun                                                            |
| 5 de outubro de 2018    | Vaxis – Act I: The Unheavenly Creatures                                             |
| 24 de junho de 2022     | Vaxis – Act II: A Window of the Waking Mind                                         |
| 2025                    | Vaxis – Act III: The Father of Make Believe (2025)                                  |

## Videografia
| Data                  | Título                                        |
| --------------------- | --------------------------------------------- |
| 22 de março de 2005   | Live at the Starland Ballroom                 |
| 31 de outubro de 2006 | The Last Supper: Live at Hammerstein Ballroom |
| 24 de março de 2009   | Neverender                                    |